# Thomas Percival
Thomas Percival (Warrington, 29 de setembre de 1740 - Manchester, 30 d'agost de 1804) fou un metge anglès i autor de la primera guia sobre el tema de l'ètica mèdica.

## Vida
Thomas Percival va néixer el 29 de setembre de 1740 Warrington a Lancashire. Donat que va quedar orfe a l'edat de tres anys, es va fer càrrec de la seva educació una germana gran. Després de l'estada a l'escola Thomas Percival va anar a Edimburg amb la finalitat d'estudiar medicina posteriorment a la seva universitat. El 6 de juliol del 1765 fou cridat a la ciutat holandesa de Leiden com a doctor, poc després de convertir-se en membre de la Royal Society.
Després d'exercir com a metge a Warrington durant un breu període temps, es va traslladar el 1767 a Manchester, on hauria de romandre la resta de la seva vida. La situació en els barris obrers de Manchester del segle xviii el va portar a escriure diverses publicacions sobre el tema de l'atenció de la salut pública (vegeu més endavant). Com a seguidor de les idees utilitàries advocà per una atenció de la salut que hauria d'arribar a la major quantitat de gent possible i pressionà en favor de la implementació d'aquestes idees a Manchester al llarg de la seva vida. En 1789 va ser triat membre de l'Acadèmia Americana de les Arts i les Ciències. El 30 agost de 1804 Thomas Percival va morir a Manchester i més tard va ser enterrat a Warrington.

## Principals obres
- Essays, Medical and Experimental (1767)
- Internal Regulation of Hospitals (1771)
- A Scheme of Professional Conduct Relative to Hospitals and other Medical Charities (1772)
- Essays, Medical, Philosophical and Experimental (1773)
- A Father's Instruction (tres volums, 1775–1800)